# 5-オキソペンタ-3-エン-1,2,5-トリカルボン酸デカルボキシラーゼ
5-オキソペンタ-3-エン-1,2,5-トリカルボン酸デカルボキシラーゼ(5-oxopent-3-ene-1,2,5-tricarboxylate decarboxylase、EC 4.1.1.68)は、以下の化学反応を触媒する酵素である。
5-オキソペンタ-3-エン-1,2,5-トリカルボン酸 {\displaystyle \rightleftharpoons } 2-オキソペンタ-3-エン二酸 + CO2
従って、この酵素の基質は、グリオキシル酸のみ、生成物は、2-オキソペンタ-3-エン二酸と二酸化炭素の2つである。
この酵素はリアーゼ、特に炭素-炭素結合を切断するカルボキシリアーゼに分類される。系統名は、5-オキソペンタ-3-エン-1,2,5-トリカルボン酸 カルボキシリアーゼ (2-オキソペンタ-3-エン二酸形成)(5-oxopent-3-ene-1,2,5-tricarboxylate carboxy-lyase (2-oxohept-3-enedioate-forming))である。他に、5-carboxymethyl-2-oxo-hex-3-ene-1,6-dioate decarboxylase、5-oxopent-3-ene-1,2,5-tricarboxylate carboxy-lyase等とも呼ばれる。この酵素は、チロシンの代謝に関与している。

## 構造
2007年末時点で、1つの構造が解明されている。蛋白質構造データバンクのコードは、1I7Oである。